# (3851) Alhambra
(3851) Alhambra es un asteroide perteneciente al cinturón de asteroides, descubierto el 30 de octubre de 1986 por Tsutomu Seki desde el Observatorio de Geisei, Geisei, Japón.

## Designación y nombre
Designado provisionalmente como 1986 UZ. Fue nombrado Alhambra en homenaje a la Alhambra monumento árabe de España.